# نیروی هسته‌ای در ژاپن

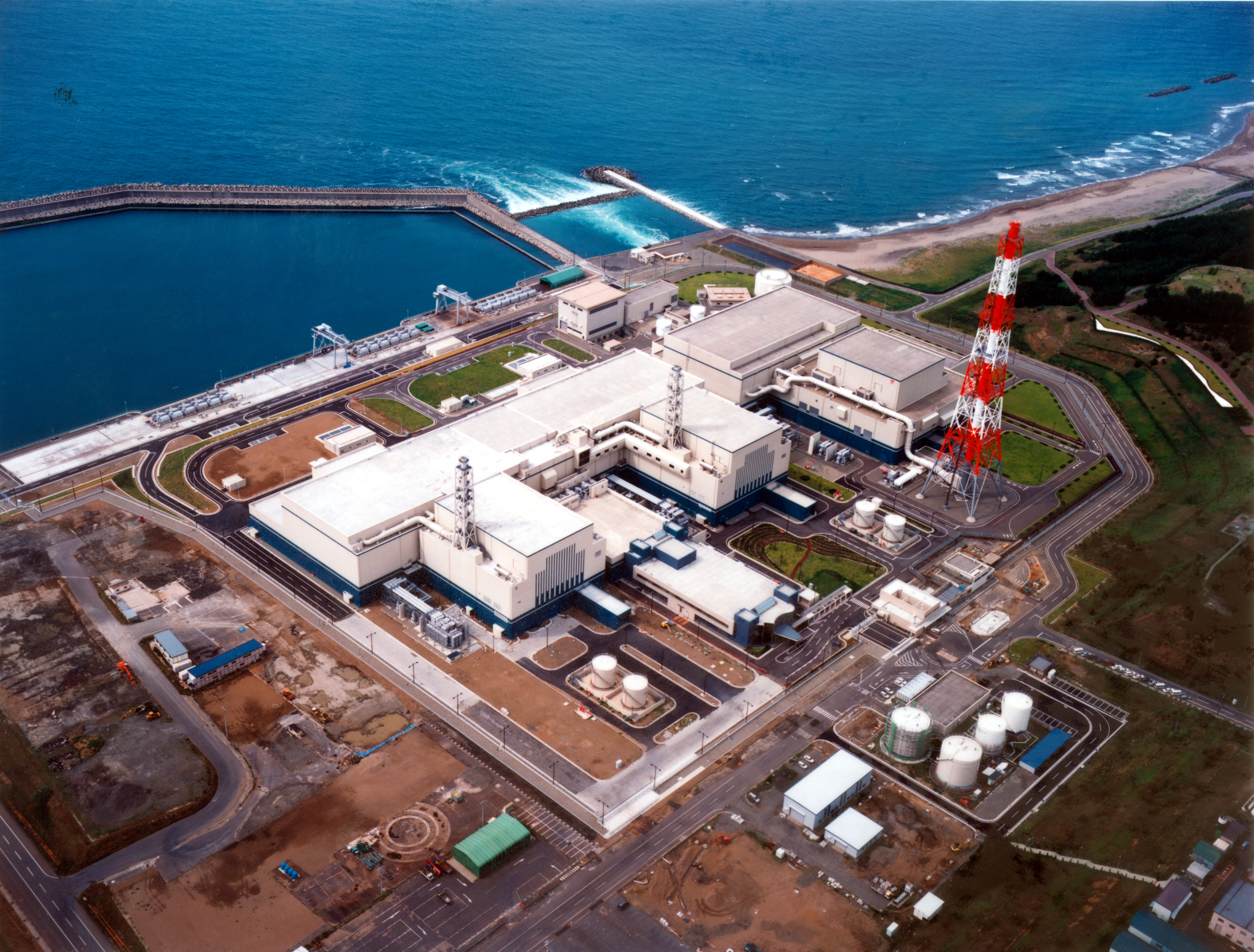
نیروگاه هسته‌ای کاشیوازاکی کاریوا، یک نیروگاه هسته‌ای با هفت واحد، بزرگ‌ترین نیروگاه هسته‌ای تک‌محوری در جهان

تولید برق هسته‌ای در سال ۲۰۲۳، ۵٫۵۵٪ از برق ژاپن را تشکیل داد. صنعت برق هسته‌ای این کشور به شدت تحت تأثیر حادثه اتمی فوکوشیما قرار گرفت، که ناشی از زلزله و سونامی ۲۰۱۱ توهوکو بود. پیش از سال ۲۰۱۱، ژاپن تا ۳۰٪ از برق خود را از راکتورهای هسته‌ای تولید می‌کرد.
پس از حادثه فوکوشیما، تمامی راکتورها به صورت موقت خاموش شدند. تا تاریخ نوامبر ۲۰۲۴ از میان ۵۴ راکتور هسته‌ای موجود در ژاپن پیش از ۲۰۱۱، ۳۳ راکتور عملیاتی بودند ولی تنها ۱۳ راکتور در ۶ نیروگاه به‌طور واقعی در حال کار بودند.
در مجموع ۲۴ راکتور برنامه‌ریزی شده برای بازنشسته شدن یا در حال فرایند بازنشستگی هستند.
سایر راکتورها در حال بازفعال‌سازی یا اصلاحاتی برای بهبود مقاومت در برابر بلایای طبیعی هستند؛ اهداف انرژی ژاپن در سال ۲۰۳۰ پیش‌بینی می‌کند که حداقل ۳۳ راکتور تا آن زمان دوباره فعال خواهند شد.
حادثه فوکوشیما نگرش‌ها نسبت به انرژی هسته‌ای را سخت‌تر کرد.
در ژوئن ۲۰۱۱، بلافاصله پس از حادثه، بیش از ۸۰٪ ژاپنی‌ها خود را جنبش ضدهسته‌ای می‌دانستند و به اطلاعات دولتی دربارهٔ تابش اعتماد نداشتند، اما ده سال بعد، در مارس ۲۰۲۱، تنها ۱۱٪ از ژاپنی‌ها خواستار قطع فوری تولید انرژی هسته‌ای بودند. ۴۹٪ دیگر خواهان خروج تدریجی از انرژی هسته‌ای بودند.
در فوریه ۲۰۲۳، یک نظرسنجی توسط روزنامه آساهی نشان داد که ۵۱٪ از شرکت‌کنندگان در ژاپن به ازسرگیری عملیات نیروگاه‌های هسته‌ای علاقه‌مندند و ۴۲٪ مخالف بودند.

## تاریخچه

### سال‌های اولیه

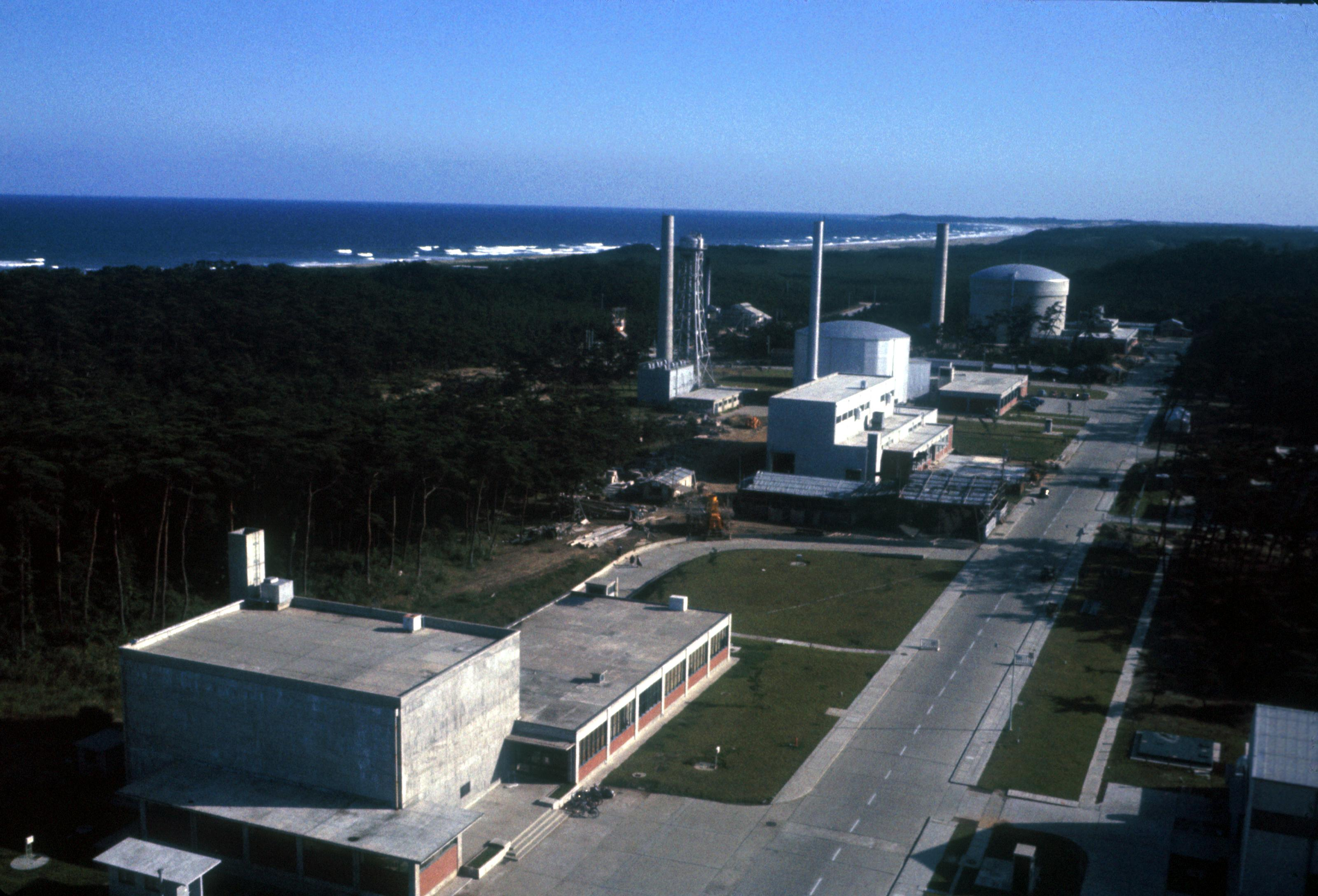
سه راکتور آزمایشی نصب‌شده در توکای، ایباراکی، که نقش کلیدی در توسعه اولیه انرژی هسته‌ای در ژاپن داشتند: از چپ به راست، JRR-1 (۱۹۵۷)، JRR-2 (۱۹۶۰) و JRR-3 (۱۹۶۲).

پس از سخنرانی اتم برای صلح که توسط رئیس‌جمهور وقت آمریکا، دوایت آیزنهاور، در مجمع عمومی سازمان ملل در سال ۱۹۵۳ ایراد شد، ممنوعیت کامل تحقیقات هسته‌ای که در دوران اشغال ژاپن اعمال شده بود و پس از بازگرداندن حاکمیت به ژاپن ادامه داشت، لغو گردید. نخست‌وزیر آینده، یاسوهیرو ناکاسونه و هم‌قطارانش از حزب کایشینتو (پیش‌زمینه حزب حزب لیبرال دموکرات (ژاپن)) بودجه‌ای به مبلغ ۲۳۵ میلیون ین (مبلغی که به‌طور نمادین به اورانیوم-۲۳۵ اشاره دارد) تهیه کردند که توسط دایت ملی تصویب شد.
تقریباً هم‌زمان، قانون انرژی اتمی ۱۹۵۴ در آمریکا به تصویب رسید و ژاپن در سال ۱۹۵۵ اورانیوم متراکم‌شده را از این کشور دریافت کرد. دو راکتور آزمایشی، JRR-1 (ساخته شده توسط بخش هسته‌ای شرکت نورث امریکن اوییشن) و JRR-2 (که تا حد زیادی بر اساس شمع شیکاگو ۵ بود)، ساخته شدند. راکتور آزمایشی بسیار قدرتمندتر JRR-3 در سال ۱۹۶۲ توسط کنسرسیومی به رهبری شرکت هیتاچی تکمیل شد که نخستین راکتور آزمایشی کاملاً طراحی و ساخته‌شده در ژاپن بود. همچنین در سال ۱۹۵۵، گروه ناکاسونه پیش‌نویس قانون پایه انرژی اتمی را تهیه کرد که در ژاپن به تصویب رسید تا انرژی هسته‌ای را ترویج کند، در حالی که فعالیت‌ها را به اهداف صلح‌آمیز محدود می‌کرد. کمیسیون انرژی اتمی ژاپن به عنوان نهاد نظارتی تأسیس شد که نخستین رئیس آن، ماتسوتارو شوریکی، یک غول رسانه‌ای، همچنین از حامیان اصلی انرژی هسته‌ای در ژاپن بود.
یک نیروگاه هسته‌ای نمونه به نام JPDR در ۲۶ اکتبر ۱۹۶۳ شروع به تولید برق کرد. نخستین نیروگاه هسته‌ای تجاری ژاپن، نیروگاه هسته‌ای توکای، با استفاده از قطعات اصلی وارداتی از شرکت جنرال الکتریک کمپانی در انگلستان ساخته شد و در ۲۵ ژوئیه ۱۹۶۶ به شبکه برق متصل گردید. این راکتور تنها راکتور نوع Magnox است که تاکنون در خاک ژاپن ساخته شده است. در سال ۱۹۶۹، نخستین ناوگان دریایی هسته‌ای ژاپن (و چهارمین در جهان)، Mutsu توسط صنایع سنگین میتسوبیشی (برای راکتور) و آی‌اچ‌آی (برای بدنه کشتی) به آب انداخته شد.

#### راکتورهای آب سبک

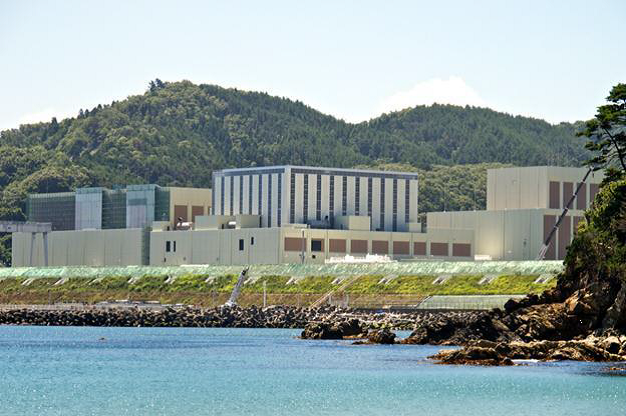
نیروگاه هسته‌ای اوناگاوا، یک سایت ۳ واحدی BWR که نمونه‌ای معمول از نیروگاه‌های هسته‌ای ژاپن است.

شرکت جنرال الکتریک در سال ۱۹۶۱ و زمانی که یاسوهیرو ناکاسونه، وزیر علوم و فناوری وقت، شروع به بازنگری در استراتژی انرژی هسته‌ای کشور کرد، پیشنهاد ارائه واکنشگاه آب‌سبک را با تخفیف ارائه داد. این پیشنهاد پذیرفته شد و نیروگاه هسته‌ای تسوروگا در مارس ۱۹۷۰ به عنوان نخستین واکنشگاه آب جوشان ژاپن به بهره‌برداری رسید. شرکت GE با هیتاچی و توشیبا همکاری کرد تا راکتورهای BWR بسازند، در حالی که شرکت وستینگهاوس با صنایع سنگین میتسوبیشی (MHI) همکاری داشت تا رآکتور آب فشرده را ترویج کند. تا اواخر دهه ۱۹۷۰، این شرکت‌ها شروع به ساخت نیروگاه‌ها به‌طور مستقل کردند. تمام راکتورهای هسته‌ای ساخته‌شده در ژاپن از نوع BWR یا PWR بوده‌اند، و هیتاچی و توشیبا (که بعدها شرکت وستینگهاوس الکتریک را خریداری کردند تا PWR هم بسازند) مسئول ساخت نوع اول و MHI مسئول ساخت نوع دوم بودند.
از آن زمان تاکنون، توسعه انرژی هسته‌ای در ژاپن شامل مشارکت شرکت‌ها و مؤسسات تحقیقاتی ژاپنی در سطحی هم‌تراز با سایر مصرف‌کنندگان بزرگ انرژی هسته‌ای بوده است. از اوایل دهه ۱۹۷۰ تا به امروز، دولت ژاپن با استفاده از مجموعه‌ای از ابزارهای سیاستی شامل کنترل نرم اجتماعی و مشوق‌های مالی، ترویج احداث نیروگاه‌های هسته‌ای را در مناطق مختلف به پیش برده است.

### سال‌های بعد
صنعت هسته‌ای ژاپن نسبت به تأثیرات حادثه تری مایل آیلند (TMI) و فاجعه چرنوبیل کمتر آسیب دید، در حالی که بسیاری از کشورها پس از این حوادث پروژه‌های جدید خود را لغو کردند. ساخت نیروگاه‌های جدید تا دهه‌های ۱۹۸۰ و ۱۹۹۰ ادامه داشت. اگرچه پروژه‌های جدید زیادی پیشنهاد شدند، اما همه آن‌ها در مراحل اولیه برنامه‌ریزی لغو یا متوقف شدند. برخی از نیروگاه‌های لغو شده عبارتند از:
- نیروگاه هسته‌ای هوهоку در هوهوکو، یاماگوچی – ۱۹۹۴
- نیروگاه هسته‌ای کوشیما در کوشیما، میازاکی – ۱۹۹۷
- نیروگاه هسته‌ای آشیهاما در آشیهاما، میه – ۲۰۰۰ (پروژه اولیه در دهه ۱۹۷۰ در همان سایت بود که در هاماوکا به عنوان واحد ۱ و ۲ تکمیل شد)
- نیروگاه هسته‌ای ماکی در ماکی، نیگاتا (نیشیکانبارا) – لغو شده در ۲۰۰۳
- نیروگاه هسته‌ای سوزو در سوزو، ایشیکاوا – ۲۰۰۳

از اواسط دهه ۱۹۹۰، چندین حادثه و پنهان‌کاری مرتبط با صنعت هسته‌ای در ژاپن رخ داد که موجب کاهش اعتماد عمومی به این صنعت شد و اعتراضات و مقاومت علیه نیروگاه‌های جدید را به دنبال داشت. این حوادث شامل حادثه هسته‌ای توکای‌مورا، حادثه در نیروگاه میهاما، پنهان‌کاری بعد از حادثه در نیروگاه موانجو و همچنین پیامدهای زلزله ۲۰۰۷ دورکران چووتسو می‌شود. در حالی که جزئیات دقیق این حوادث ممکن است مورد اختلاف باشد، واضح است که فرهنگ ایمنی در صنعت هسته‌ای ژاپن تحت بررسی و انتقاد جدی قرار گرفته است.

### دهه ۲۰۰۰

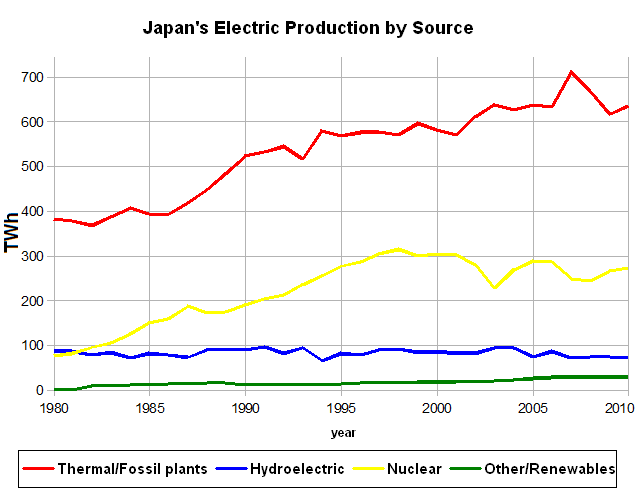
تا سال ۲۰۱۱، ژاپن به‌طور پیوسته تولید برق هسته‌ای خود را افزایش داده بود. کاهش سال ۲۰۰۳ ناشی از رسوایی جعل داده‌های شرکت TEPCO در ۲۰۰۲ و عملکرد ضعیف آن بود.

در ۱۸ آوریل ۲۰۰۷، ژاپن و ایالات متحده برنامه اقدام مشترک انرژی هسته‌ای را امضا کردند تا چارچوبی برای همکاری در پژوهش و توسعه فناوری‌های هسته‌ای ایجاد کنند. هر دو کشور در زمینه فناوری رآکتور نوترون سریع، چرخه سوخت، شبیه‌سازی پیشرفته، رآکتورهای کوچک و متوسط، حفاظت و مدیریت ضایعات هسته‌ای همکاری خواهند داشت.
در مارس ۲۰۰۸، شرکت نیروی برق توکیو اعلام کرد که بهره‌برداری از چهار راکتور جدید به علت بررسی‌های جدید مقاومت لرزه‌ای یک سال به تأخیر خواهد افتاد. واحدهای ۷ و ۸ نیروگاه فوکوشیما دایئیچی به ترتیب در اکتبر ۲۰۱۴ و ۲۰۱۵ وارد مدار تجاری شدند. همچنین واحد ۱ نیروگاه هیگاشیدوری از دسامبر ۲۰۱۵ و واحد ۲ از سال ۲۰۱۸ به بعد راه‌اندازی خواهند شد.
تا سپتامبر ۲۰۰۸، وزراتخانه‌ها و نهادهای ژاپنی خواستار افزایش ۶٪ بودجه برای سال ۲۰۰۹ شدند که حدود ۴۹۱٫۴ میلیارد ین (۴٫۶ میلیارد دلار آمریکا) بود و تمرکز بر توسعه چرخه رآکتور سریع، نسل بعدی رآکتورهای آب سبک، پروژه رآکتور گرماهسته‌ای آزمایشی بین‌المللی و ایمنی لرزه‌ای بود.

### حادثه فوکوشیما و پیامدها

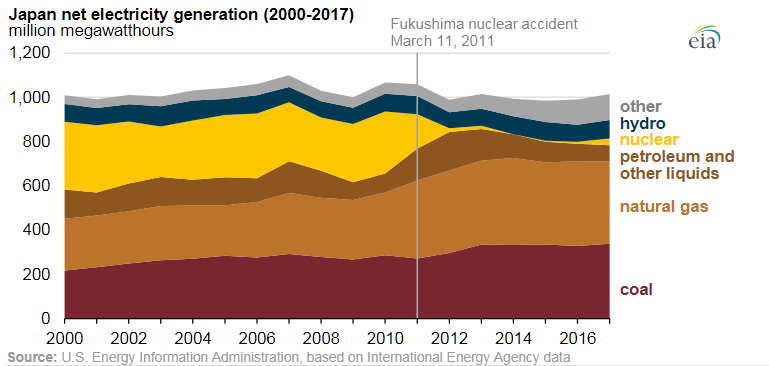
استفاده از انرژی هسته‌ای (رنگ زرد) پس از حادثه فوکوشیما در ژاپن به شدت کاهش یافت

یک گزارش انرژی که در اکتبر ۲۰۱۱ توسط کابینه ژاپن تصویب شد، اذعان می‌کند که «اعتماد عمومی به ایمنی انرژی هسته‌ای به شدت آسیب دید» و خواستار کاهش وابستگی کشور به انرژی هسته‌ای است. همچنین بخش توسعه انرژی هسته‌ای که در سال قبل وجود داشت، از سیاست‌های انرژی حذف شد.
رئیس کمیسیون ایمنی هسته‌ای، هاروکی مادارامه، در فوریه ۲۰۱۲ در جلسه استماع پارلمانی گفت که «قوانین ایمنی هسته‌ای ژاپن نسبت به استانداردهای جهانی ضعیف‌تر است و کشور را برای بحران هسته‌ای فوکوشیما آماده نکرده بود». قوانین ناقص و اجرای سهل‌انگارانه آنها از جمله محافظت ناکافی در برابر سونامی، از مشکلات اساسی بودند.
در تاریخ ۶ مه ۲۰۱۱، نخست‌وزیر نائوتو کان دستور تعطیلی نیروگاه هسته‌ای هاماوکا را صادر کرد، زیرا احتمال دارد طی سی سال آینده زمین‌لرزه‌ای با بزرگی ۸٫۰ یا بالاتر این منطقه را لرزانده باشد.
تا تاریخ ۲۷ مارس ۲۰۱۲، ژاپن تنها یک عدد از ۵۴ راکتور هسته‌ای خود را در حال فعالیت داشت؛ یعنی نیروگاه هسته‌ای توماری، پس از آنکه نیروگاه هسته‌ای کاشیوازاکی کاریوا تعطیل شد.
راکتور سوم توماری در ۵ مه برای تعمیرات تعطیل شد و این باعث شد ژاپن برای اولین بار از سال ۱۹۷۰ که دو راکتور آن زمان برای پنج روز به‌خاطر تعمیرات آفلاین شدند، هیچ برق هسته‌ای تولید نکند.
در ۱۵ ژوئن ۲۰۱۲، مجوز راه‌اندازی مجدد واحدهای ۳ و ۴ نیروگاه هسته‌ای اوئی صادر شد. که ممکن است شش هفته طول بکشد تا به کار کامل برسند. در ۱ ژوئیه ۲۰۱۲، واحد ۳ نیروگاه هسته‌ای [[اوئی] دوباره راه‌اندازی شد.
این راکتور قادر به تولید ۱۱۸۰ وات برق است.
در ۲۱ ژوئیه ۲۰۱۲، واحد ۴ نیز راه‌اندازی شد، همچنین با ظرفیت ۱۱۸۰ مگاوات.
این راکتور دوباره در ۱۴ سپتامبر ۲۰۱۳ تعطیل شد و بار دیگر ژاپن هیچ راکتور هسته‌ای فعال نداشت.
| راکتورهای فعال، در حال ساخت راکتور جدید راکتورهای فعال، برنامه‌ریزی ساخت جدید بدون راکتور، در حال ساخت راکتور جدید بدون راکتور، در حال برنامه‌ریزی جدید راکتورهای فعال، پایدار راکتورهای فعال، تصمیم به حذف تدریجی تولید برق هسته‌ای غیرقانونی است بدون راکتور |

وضعیت جهانی توسعه نیروگاه‌های هسته‌ای تا سال ۲۰۲۳

بر اساس آمار دولتی منتشرشده در گزارش سالانه انرژی ۲۰۱۴، ژاپن در سال مالی ۲۰۱۳ برای ۸۸٪ از برق خود به سوخت‌های فسیلی وارداتی وابسته بود، در حالی‌که این رقم در سال مالی ۲۰۱۰ برابر با ۶۲٪ بود. بدون اتکای قابل‌توجه به انرژی هسته‌ای، این کشور تنها ۶٪ از تقاضای انرژی خود را در سال ۲۰۱۲ تأمین می‌کرد، در مقایسه با ۲۰٪ در سال ۲۰۱۰. هزینه اضافی سوخت برای جبران غیرفعال‌بودن نیروگاه‌های هسته‌ای، ۳٫۶ تریلیون ین بود. به‌طور هم‌زمان، کاربران انرژی داخلی بین سال‌های ۲۰۱۰ تا ۲۰۱۳ با افزایش ۱۹٫۴٪ در صورتحساب‌های انرژی مواجه شدند، در حالی‌که هزینه‌های مصرف‌کنندگان صنعتی در همین دوره ۲۸٫۴٪ افزایش یافت.
در سال ۲۰۱۸، دولت ژاپن برنامه انرژی خود را بازنگری کرد و هدف تولید برق از انرژی هسته‌ای تا سال ۲۰۳۰ را با راه‌اندازی مجدد راکتورها به ۲۰٪–۲۲٪ به‌روزرسانی کرد، در مقایسه با ۲۷٪ از ال‌ان‌جی، ۲۵٪ از زغال‌سنگ، ۲۳٪ از منابع تجدیدپذیر و ۳٪ از نفت. این اقدام منجر به کاهش ۲۶٪ در انتشار دی‌اکسید کربن ژاپن در مقایسه با سال ۲۰۱۳ خواهد شد و خودکفایی را تا سال ۲۰۳۰ به حدود ۲۴٪ خواهد رساند، در مقایسه با ۸٪ در سال ۲۰۱۶.
از زمان حادثه هسته‌ای فوکوشیما، ژاپن دوازده راکتور را مجدداً راه‌اندازی کرده و پانزده راکتور دیگر برای راه‌اندازی مجدد درخواست داده‌اند، از جمله دو راکتوری که در حال ساخت هستند. در پی حمله روسیه به اوکراین، نخست‌وزیر ژاپن اعلام کرد که نه راکتور تا زمستان ۲۰۲۲ و هفت راکتور دیگر تا تابستان ۲۰۲۳ راه‌اندازی خواهند شد.

#### تحقیقات دربارهٔ حادثه فوکوشیما
کمیسیون مستقل تحقیق درباره حادثه نیروگاه هسته‌ای فوکوشیمای دایت ملی ژاپن (NAIIC) نخستین کمیسیون تحقیق مستقل تأسیس‌شده توسط دایت ملی در تاریخ ۶۶ ساله دولت قانون‌اساسی ژاپن است. NAIIC در ۸ دسامبر ۲۰۱۱ با مأموریت بررسی علل مستقیم و غیرمستقیم حادثه هسته‌ای فوکوشیما تأسیس شد. این کمیسیون گزارش تحقیقاتی خود را در ۵ ژوئیه ۲۰۱۲ به هر دو مجلس ارائه داد.
این کمیسیون ۱۰ نفره گزارش خود را بر اساس بیش از ۱٬۱۶۷ مصاحبه و ۹۰۰ ساعت جلسات استماع تهیه کرد.
این تحقیق شش‌ماهه نخستین تحقیقات مستقل با اختیارات گسترده احضار در تاریخ قانون‌اساسی ژاپن بود که جلسات استماع عمومی با نائوتو کان، نخست‌وزیر پیشین، و Masataka Shimizu، رئیس پیشین شرکت نیروی برق توکیو برگزار کرد. این دو نفر روایت‌های متفاوتی از واکنش به بحران ارائه دادند.
رئیس کمیسیون، کیوشی کورکاوا، دربارهٔ حادثه هسته‌ای فوکوشیما اعلام کرد: «این یک فاجعه عمیقاً انسان‌ساخته بود – که می‌توانست و می‌بایست پیش‌بینی و پیشگیری شود.»
او افزود که «علل اساسی» این فاجعه در «سنت‌های ریشه‌دار فرهنگ ژاپنی» نهفته است.
گزارش به خطاها و سهل‌انگاری‌های عمدی در نیروگاه پیش از زمین‌لرزه و سونامی ۲۰۱۱ توهوکو در ۱۱ مارس ۲۰۱۱ و واکنش ناقص در ساعات، روزها و هفته‌های پس از آن اشاره دارد. همچنین توصیه‌هایی ارائه می‌دهد و از پارلمان ژاپن می‌خواهد که «به‌طور جامع پیشنهادها را بررسی و مورد بحث قرار دهد».

### سیاست هسته‌ای پس از فوکوشیما
برنامه جدید انرژی ژاپن که در آوریل ۲۰۱۴ توسط کابینه حزب لیبرال دموکرات تصویب شد، انرژی هسته‌ای را «مهم‌ترین منبع انرژی کشور» توصیف می‌کند. این برنامه با بازنگری در تصمیم حزب دموکرات پیشین، خواستار بازگشایی نیروگاه‌های هسته‌ای با هدف دستیابی به «ساختاری واقع‌بینانه و متوازن برای انرژی» است. در مه ۲۰۱۴، دادگاه منطقه‌ای فوکویی مانع از راه‌اندازی دوباره راکتورهای اوی شد.
در آوریل ۲۰۱۵، دادگاه‌ها جلوی راه‌اندازی دو راکتور در نیروگاه هسته‌ای تاکاهاما را گرفتند اما راه‌اندازی دو راکتور در نیروگاه هسته‌ای سندای را مجاز دانستند. دولت امیدوار است انرژی هسته‌ای تا سال ۲۰۳۰، ۲۰٪ از برق ژاپن را تأمین کند.
تا ژوئن ۲۰۱۵، برای ۲۴ واحد از ۵۴ واحد پیش از فوکوشیما، درخواست تأیید راه‌اندازی مجدد از آژانس جدید تنظیم مقررات هسته‌ای ارائه شده بود. این واحدها همچنین باید از مقامات استان‌های محلی نیز تأییدیه دریافت می‌کردند.
در ژوئیه ۲۰۱۵ سوخت‌گذاری در نیروگاه هسته‌ای سندای تکمیل شد، این نیروگاه در ۱۱ اوت ۲۰۱۵ راه‌اندازی شد و سپس واحد ۲ آن در ۱ نوامبر ۲۰۱۵ فعال شد. اداره تنظیم مقررات هسته‌ای ژاپن مجوز راه‌اندازی مجدد نیروگاه هسته‌ای ایکاتا را صادر کرد که در ۱۹ آوریل ۲۰۱۶ انجام شد؛ این راکتور پنجمین راکتور تأییدشده برای راه‌اندازی مجدد بود. واحد ۴ نیروگاه هسته‌ای تاکاهاما در مه ۲۰۱۷ و واحد ۳ در ژوئن ۲۰۱۷ راه‌اندازی شدند. تا سال ۲۰۲۳، واحد ۱ و ۲ تاکاهاما نیز مجدداً به کار افتادند.
در نوامبر ۲۰۱۶ ژاپن یک توافق‌نامه همکاری هسته‌ای با هند امضا کرد. سازندگان نیروگاه‌های هسته‌ای ژاپن این توافق را راه نجاتی برای خود دانستند چرا که سفارش‌های داخلی پس از فاجعه فوکوشیما متوقف شده بود، و هند در حال برنامه‌ریزی برای ساخت حدود ۲۰ راکتور جدید در دهه آینده بود. با این حال، مخالفت‌هایی در داخل ژاپن نسبت به این توافق وجود دارد چرا که هند به پیمان منع گسترش سلاح‌های هسته‌ای نپیوسته است.
در سال ۲۰۱۴، پس از شکست پروژه آزمایشی نیروگاه هسته‌ای موانجو sodium-cooled fast reactor، ژاپن با توسعه راکتور نمایشی سریع خنک‌شونده با سدیم فرانسوی نیروگاه هسته‌ای استرید همکاری کرد. تا سال ۲۰۱۶، فرانسه خواستار مشارکت کامل ژاپن در توسعه ASTRID بود.
در سال ۲۰۱۵، Agency for Natural Resources and Energy مقررات حسابداری قانون تجارت برق را تغییر داد تا شرکت‌ها بتوانند هزینه‌های ازکاراندازی را طی ده سال محاسبه کنند، نه به صورت یکباره. این تغییر انگیزه‌ای برای ازکاراندازی نیروگاه‌های هسته‌ای قدیمی‌تر و کوچک‌تر ایجاد کرد که اکثر آن‌ها از سال ۲۰۱۱ تاکنون مجدداً فعال نشده‌اند.
در سال ۲۰۲۲، در جریان بحران جهانی انرژی که موجب افزایش چشمگیر هزینه سوخت‌های فسیلی وارداتی شد، نخست‌وزیر ژاپن اعلام کرد که ساخت نسل جدید راکتورهای هسته‌ای ایمن‌تر و راه‌اندازی مجدد نیروگاه‌های غیرفعال در دستور کار قرار خواهد گرفت. در این سال، ده راکتور در حال بهره‌برداری بودند که حدود ۵٪ از برق ژاپن را تأمین می‌کردند.
در دسامبر ۲۰۲۲، Nuclear Regulation Authority (NRA) پیش‌نویس قانونی را تصویب کرد که به نیروگاه‌های هسته‌ای اجازه می‌دهد بیش از ۶۰ سال فعالیت کنند، مشروط بر اینکه مدت‌های خاموشی ناشی از بازرسی‌ها از این مدت مستثنی شود. این اقدام بخشی از سیاست توسعه استفاده از راکتورهای هسته‌ای بود که شامل راه‌اندازی مجدد بسیاری از آن‌ها، افزایش عمر راکتورهای قدیمی و توسعه فناوری‌های جدید می‌شد. در فوریه ۲۰۲۳، کابینه این سیاست را تصویب کرد و ساخت راکتورهای جدید را تأیید نمود. تا مه ۲۰۲۳، قانونی تصویب شد که رسماً دوره‌های خاموشی را از محدودیت ۶۰ ساله حذف کرد، مشروط بر تأیید وزیر اقتصاد. همچنین این قانون NRA را موظف به انجام بازرسی هر ۱۰ سال برای راکتورهایی کرد که بیش از ۳۰ سال از فعالیت آن‌ها می‌گذرد.

## لرزه‌خیزی
ژاپن تاریخچه‌ای طولانی از زمین‌لرزه و فعالیت‌های لرزه‌ای دارد و زمین‌لرزه‌های ویرانگر که اغلب به سونامی منجر می‌شوند، چندین بار در هر قرن رخ می‌دهند. به همین دلیل، نگرانی‌هایی دربارهٔ خطرات خاص ساخت و بهره‌برداری از نیروگاه‌های هسته‌ای در ژاپن مطرح شده است. آموری لووینز گفته است: «منطقه‌ای زلزله‌خیز و سونامی‌خیز که ۱۲۷ میلیون نفر جمعیت دارد، مکان نامناسبی برای ساخت ۵۴ راکتور هسته‌ای است».
تا به امروز، جدی‌ترین حادثه مرتبط با زمین‌لرزه، حادثه هسته‌ای فوکوشیما بوده است که در پی زمین‌لرزه و سونامی ۲۰۱۱ توهوکو رخ داد.
پروفسور کاتسوهیکو ایشی‌باشی، یکی از لرزه‌شناسان فعال در این حوزه، اصطلاح گِن‌پاتسو-شینسای (به معنای «فاجعه زمین‌لرزه‌ای در نیروگاه هسته‌ای») را برای بیان بدترین سناریوی ممکن ابداع کرد.
دکتر کیوو موگی، رئیس پیشین کمیته هماهنگی پیش‌بینی زمین‌لرزه ژاپن، در سال ۲۰۰۴ هشدار داده بود که این موضوع «مشکلی بحرانی است که می‌تواند فاجعه‌ای انسانی در ژاپن به‌بار آورد».
کونیهیکو شیمازاکی، استاد لرزه‌شناسی دانشگاه توکیو، در سال ۲۰۰۴ به‌عنوان عضو کمیته کابینه دربارهٔ زمین‌لرزه‌های فراساحلی هشدار داد که ساحل فوکوشیما در معرض سونامی‌هایی بیش از دو برابر پیش‌بینی رسمی (۵ متر) قرار دارد، اما دیدگاه‌هایش از گزارش نهایی حذف شد تا شرکت برق توکیو مجبور به هزینه‌های ارتقاء ایمنی نشود.
هیدکاتسو یوشیئی، عضو مجلس نمایندگان ژاپن از حزب کمونیست ژاپن و از فعالان جنبش ضد هسته‌ای، در سال‌های ۲۰۰۶ و ۲۰۱۰ دربارهٔ احتمال آسیب شدید ناشی از سونامی یا زمین‌لرزه هشدار داده بود. اما یوشینوبو تراساکا، رئیس وقت آژانس ایمنی صنعتی و هسته‌ای ژاپن، پاسخ داد که طراحی نیروگاه‌ها به‌قدری ایمن است که «چنین وضعیتی عملاً غیرممکن است».
پس از آسیب نیروگاه کاشیوازاکی کاریوا در پی زمین‌لرزه ۲۰۰۷ چوئه‌تسو دوری، کیوو موگی خواستار تعطیلی فوری نیروگاه هاماوکا شد، که در نزدیکی کانون احتمالی زمین‌لرزه توکای ساخته شده بود.
آژانس بین‌المللی انرژی اتمی نیز نگرانی‌هایی ابراز کرده است. در نشستی در سال ۲۰۰۸ در توکیو، کارشناسان این آژانس هشدار دادند که زمین‌لرزه‌ای با بزرگی بیش از ۷ ریشتر می‌تواند مشکلات جدی برای نیروگاه‌های هسته‌ای ژاپن ایجاد کند.
پیش از حادثه فوکوشیما، ۱۴ دادخواست در ژاپن علیه نادیده گرفتن خطرات لرزه‌ای ثبت شده بود، اما هیچ‌یک موفق نبودند. بر اساس یک تحقیق در سال ۲۰۱۲، احتمال وقوع زمین‌لرزه‌ای با بزرگی ۷ در منطقه توکیو طی چهار سال آینده ۷۰ درصد و طی ۳۰ سال آینده ۹۸ درصد برآورد شده است. زمین‌لرزه مارس ۲۰۱۱ بزرگی ۹ داشت.

### استانداردهای طراحی

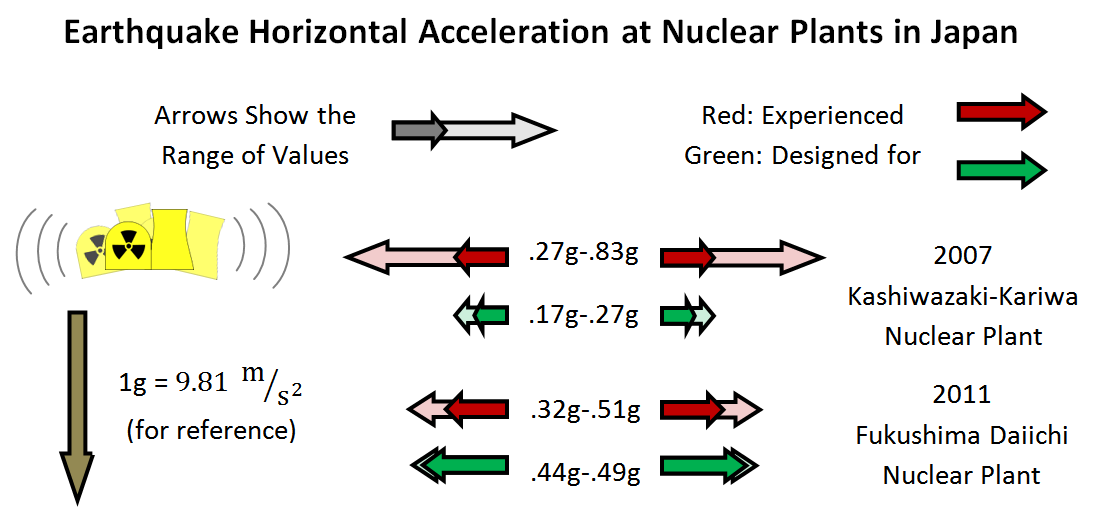
شتاب افقی تجربه‌شده و مقادیر طراحی شده در زلزله‌های بزرگ ۲۰۰۷ و ۲۰۱۱ و رخدادهای زلزله-سونامی

بین سال‌های ۲۰۰۵ تا ۲۰۰۷، سه نیروگاه هسته‌ای ژاپن توسط زمین‌لرزه‌هایی لرزیده شدند که بسیار بیش از بیشینه اوج شتاب جنبش زمین مورد استفاده در طراحی آن‌ها بود.
سونامی پس از زمین‌لرزه و سونامی ۲۰۱۱ توهوکو که موجب حادثه اتمی فوکوشیما شد، بیش از دو برابر ارتفاع طراحی بود، در حالی که شتاب زمین نیز کمی بیشتر از پارامترهای طراحی بود.
در سال ۲۰۰۶ یک زیرکمیته دولتی ژاپن مسئول بازنگری دستورالعمل‌های ملی مقاومت در برابر زمین‌لرزه نیروگاه‌های هسته‌ای شد که آخرین بار در سال ۲۰۰۱ تا حدی بازنگری شده بود، که منجر به انتشار راهنمای جدید لرزه‌ای – «راهنمای مقرراتی بازنگری طراحی لرزه‌ای نیروگاه‌های هسته‌ای ۲۰۰۶» شد.
عضویت زیرکمیته شامل پروفسور ایشیباشی بود، اما پیشنهاد او برای بازنگری استانداردهای بررسی گسل فعال رد شد و او در جلسه نهایی استعفا داد و ادعا کرد که روند بازنگری «غیرعلمی» بوده است و نتیجه به نفع منافع انجمن برق ژاپن که ۱۱ عضو از ۱۹ عضو زیرکمیته دولتی را داشت، مهندسی شده بود. ایشیباشی بعدها ادعا کرد که اگرچه راهنمای جدید بزرگ‌ترین تغییرات از سال ۱۹۷۸ را داشت، اما «به شدت ناقص» بود چون اوج شتاب جنبش زمین را دست کم گرفته بود.
او همچنین ادعا کرد که سیستم اجرا «نامنظم» است و استقلال کمیسیون ایمنی هسته‌ای ژاپن را زیر سؤال برد، پس از آنکه یک مقام ارشد آژانس ایمنی هسته‌ای و صنعتی ظاهراً در سال ۲۰۰۷ بررسی جدیدی برای راهنمای طراحی لرزه‌ای کمیسیون ایمنی رد کرد.
پس از انتشار راهنمای لرزه‌ای جدید ۲۰۰۶، آژانس ایمنی هسته‌ای و صنعتی بنا به درخواست کمیسیون ایمنی هسته‌ای، طراحی همه نیروگاه‌های هسته‌ای موجود را مجدداً ارزیابی کرد.

### بررسی‌های زمین‌شناسی
سطح کار بررسی زمین‌شناسی در ژاپن نیز یکی دیگر از زمینه‌های نگرانی است. در سال ۲۰۰۸ تاکو کوماتسوبارا، زمین‌شناس در مؤسسه ملی علوم پیشرفته صنعتی و فناوری ادعا کرد که وجود گسل فعال عمداً هنگام بررسی سایت‌های احتمالی نیروگاه‌های جدید نادیده گرفته شده است، دیدگاهی که توسط یک توپوگرافی سابق تأیید شده است. تاکاشی ناکاتا، زمین‌لرزه‌شناس از مؤسسه فناوری هیروشیما ادعاهای مشابهی کرده و پیشنهاد می‌کند که تضاد منافع بین صنعت هسته‌ای ژاپن و ناظران به مشکل کمک می‌کند.
گزارش ۲۰۱۱ شورای دفاع منابع طبیعی که خطر لرزه‌ای را برای راکتورهای سراسر جهان با داده‌های برنامه ارزیابی خطر لرزه‌ای جهانی ارزیابی کرد، ۳۵ راکتور ژاپن را در گروه ۴۸ راکتور در جهان در مناطق بسیار بالا و بالا در خطر لرزه‌ای قرار داد.

## نیروگاه‌های هسته‌ای
تا ژانویه ۲۰۲۲، در ژاپن ۳۳ راکتور قابل بهره‌برداری وجود دارد که ۱۲ راکتور از آن‌ها در حال فعالیت هستند. علاوه بر این، ۵ راکتور برای راه‌اندازی مجدد تأیید شده‌اند و ۸ راکتور دیگر در مرحله بررسی درخواست راه‌اندازی مجدد هستند.
| نیروگاه                          | ظرفیت عملیاتی (وات) | مکان                                                    | مختصات                                                                | وضعیت                                                          |
| -------------------------------- | ------------------- | ------------------------------------------------------- | --------------------------------------------------------------------- | -------------------------------------------------------------- |
| نیروگاه هسته‌ای فوگن              | —                   | تسوروگا، فوکوئی، استان فوکویی                           | ۳۵°۴۵′۱۶″ شمالی ۱۳۶°۰۰′۵۹″ شرقی / ۳۵٫۷۵۴۴۴°شمالی ۱۳۶٫۰۱۶۳۹°شرقی       | از رده خارج شده                                                |
| نیروگاه هسته‌ای شماره یک فوکوشیما | —                   | اوکوما، فوکوشیما و فوتابه، فوکوشیما، استان فوکوشیما     | ۳۷°۲۵′۱۷″ شمالی ۱۴۱°۰۱′۵۷″ شرقی / ۳۷٫۴۲۱۳۹°شمالی ۱۴۱٫۰۳۲۵۰°شرقی       | در حال از رده خارج شدن                                         |
| فوکوشیما داینی                   | ۴۴۰۰                | ناراها، فوکوشیما و تومیئوکا، فوکوشیما، استان فوکوشیما   | ۳۷°۱۹′۱۰″ شمالی ۱۴۱°۰۱′۱۶″ شرقی / ۳۷٫۳۱۹۴۴°شمالی ۱۴۱٫۰۲۱۱۱°شرقی       | در حال از رده خارج شدن                                         |
| نیروگاه هسته‌ای گنکای             | ۲۹۱۹                | شهرستان هیگاشی‌ماتسوئورا، ساگا، استان ساگا               | ۳۳°۳۰′۵۶″ شمالی ۱۲۹°۵۰′۱۴″ شرقی / ۳۳٫۵۱۵۵۶°شمالی ۱۲۹٫۸۳۷۲۲°شرقی       | فعال (واحدهای ۳ و ۴ فقط، واحد ۱ در حال از رده خارج شدن)        |
| نیروگاه هسته‌ای هاماوکا           | ۳۵۰۴                | اومائه‌زاکی، شیزوئوکا، استان شیزوئوکا                    | ۳۴°۳۷′۲۵″ شمالی ۱۳۸°۰۸′۳۳″ شرقی / ۳۴٫۶۲۳۶۱°شمالی ۱۳۸٫۱۴۲۵۰°شرقی       | متوقف (واحدهای ۱ و ۲ در حال از رده خارج شدن)                   |
| نیروگاه هسته‌ای هیگاشی            | ۱۱۰۰                | هیگاشی‌دوری، آئوموری، استان آئوموری                      | ۴۱°۱۱′۱۷″ شمالی ۱۴۱°۲۳′۲۵″ شرقی / ۴۱٫۱۸۸۰۶°شمالی ۱۴۱٫۳۹۰۲۸°شرقی       | متوقف                                                          |
| نیروگاه هسته‌ای ایکاتا            | ۸۹۰                 | نیشی‌اوا، استان اهیمه                                    | ۳۳°۲۹′۲۷″ شمالی ۱۳۲°۱۸′۴۱″ شرقی / ۳۳٫۴۹۰۸۳°شمالی ۱۳۲٫۳۱۱۳۹°شرقی       | فعال (فقط واحد ۳، واحدهای ۱ و ۲ در حال از رده خارج شدن)        |
| نیروگاه هسته‌ای کاشیوازاکی کاریوا | ۸۲۱۲                | کاشیوازاکی، نیگاتا و کاریوا، نیگاتا، استان نیگاتا       | ۳۷°۲۵′۴۲″ شمالی ۱۳۸°۳۶′۰۶″ شرقی / ۳۷٫۴۲۸۳۳°شمالی ۱۳۸٫۶۰۱۶۷°شرقی       | متوقف                                                          |
| ماکی                             | —                   | ماکی، نیگاتا (نیشیکانبارا), استان نیگاتا                | ۳۷°۲۵′۱۷″ شمالی ۱۴۱°۰۱′۵۷″ شرقی / ۳۷٫۴۲۱۳۹°شمالی ۱۴۱٫۰۳۲۵۰°شرقی       | کناره‌گیری شده                                                  |
| نیروگاه هسته‌ای میهاما            | ۷۸۰                 | میهاما، فوکوئی، استان فوکویی                            | ۳۵°۴۲′۰۹″ شمالی ۱۳۵°۵۷′۴۸″ شرقی / ۳۵٫۷۰۲۵۰°شمالی ۱۳۵٫۹۶۳۳۳°شرقی       | فعال (فقط واحد ۳، واحدهای ۱ و ۲ در حال از رده خارج شدن)        |
| نیروگاه هسته‌ای موانجو            | —                   | تسوروگا، فوکوئی، استان فوکویی                           | ۳۵°۴۴′۲۵″ شمالی ۱۳۵°۵۹′۱۷″ شرقی / ۳۵٫۷۴۰۲۸°شمالی ۱۳۵٫۹۸۸۰۶°شرقی       | در حال از رده خارج شدن                                         |
| نیروگاه هسته‌ای نامیئه-اوداکا     | —                   | مینامیسوما، فوکوشیما و نامیئه، فوکوشیما، استان فوکوشیما | ۳۷°۳۰′۴۸٫۲″ شمالی ۱۴۱°۰۲′۰۳٫۱″ شرقی / ۳۷٫۵۱۳۳۸۹°شمالی ۱۴۱٫۰۳۴۱۹۴°شرقی | کناره‌گیری شده                                                  |
| اوئی                             | ۲۲۵۴                | اوی، فوکوئی، استان فوکویی                               | ۳۵°۳۲′۲۶″ شمالی ۱۳۵°۳۹′۰۷″ شرقی / ۳۵٫۵۴۰۵۶°شمالی ۱۳۵٫۶۵۱۹۴°شرقی       | فعال (فقط واحدهای ۳ و ۴، واحدهای ۱ و ۲ در حال از رده خارج شدن) |
| اوما                             | ۱۳۸۳                | اوما، آئوموری، استان آئوموری                            | ۴۱°۳۰′۳۵″ شمالی ۱۴۰°۵۴′۳۷″ شرقی / ۴۱٫۵۰۹۷۲°شمالی ۱۴۰٫۹۱۰۲۸°شرقی       | در حال ساخت                                                    |
| نیروگاه هسته‌ای اوناگاوا          | ۲۱۷۴                | اوشیگا و ایشینوماکی، میاگی، استان میاگی                 | ۳۸°۲۴′۰۴″ شمالی ۱۴۱°۲۹′۵۹″ شرقی / ۳۸٫۴۰۱۱۱°شمالی ۱۴۱٫۴۹۹۷۲°شرقی       | فعال (فقط واحد ۲، واحد ۱ در حال از رده خارج شدن)               |
| نیروگاه هسته‌ای سندای             | ۱۷۸۰                | ساتسوماسندای، کاگوشیما، استان کاگوشیما                  | ۳۱°۵۰′۰۱″ شمالی ۱۳۰°۱۱′۲۳″ شرقی / ۳۱٫۸۳۳۶۱°شمالی ۱۳۰٫۱۸۹۷۲°شرقی       | فعال (واحدهای ۱ و ۲)                                           |
| نیروگاه هسته‌ای شیکا              | ۱۸۹۸                | شیکا، استان ایشیکاوا                                    | ۳۷°۰۳′۴۰″ شمالی ۱۳۶°۴۳′۳۵″ شرقی / ۳۷٫۰۶۱۱۱°شمالی ۱۳۶٫۷۲۶۳۹°شرقی       | متوقف                                                          |
| نیروگاه هسته‌ای شیمانه            | ۸۲۰                 | ماتسوئه، استان شیمانه                                   | ۳۵°۳۲′۱۸″ شمالی ۱۳۲°۵۹′۵۷″ شرقی / ۳۵٫۵۳۸۳۳°شمالی ۱۳۲٫۹۹۹۱۷°شرقی       | متوقف (واحد ۱ در حال از رده خارج شدن)                          |
| نیروگاه هسته‌ای تاکاهاما          | ۳۳۰۴                | تاکاهاما، فوکوئی، استان فوکویی                          | ۳۵°۳۱′۲۰″ شمالی ۱۳۵°۳۰′۱۷″ شرقی / ۳۵٫۵۲۲۲۲°شمالی ۱۳۵٫۵۰۴۷۲°شرقی       | فعال (واحدهای ۱، ۲، ۳ و ۴)                                     |
| نیروگاه هسته‌ای توکای             | ۱۱۰۰                | توکای، ایباراکی، استان ایباراکی                         | ۳۶°۲۷′۵۹″ شمالی ۱۴۰°۳۶′۲۴″ شرقی / ۳۶٫۴۶۶۳۹°شمالی ۱۴۰٫۶۰۶۶۷°شرقی       | متوقف                                                          |
| نیروگاه هسته‌ای توماری            | ۲۰۷۰                | توماری، هوکایدو، هوکایدو                                | ۴۳°۰۲′۱۰″ شمالی ۱۴۰°۳۰′۴۵″ شرقی / ۴۳٫۰۳۶۱۱°شمالی ۱۴۰٫۵۱۲۵۰°شرقی       | متوقف                                                          |
| نیروگاه هسته‌ای تسوروگا           | ۱۱۶۰                | تسوروگا، فوکوئی، استان فوکویی                           | ۳۵°۴۰′۲۲″ شمالی ۱۳۶°۰۴′۳۸″ شرقی / ۳۵٫۶۷۲۷۸°شمالی ۱۳۶٫۰۷۷۲۲°شرقی       | متوقف (واحد ۱ در حال از رده خارج شدن)                          |
| مجموع                            | ۳۹۷۴۸               |                                                         |                                                                       |                                                                |

در ۶ مه ۲۰۱۱، نائوتو کان، نخست‌وزیر وقت، درخواست کرد که نیروگاه هسته‌ای هاماوکا تعطیل شود زیرا احتمال وقوع زلزله‌ای با شدت ۸٫۰ یا بالاتر در این منطقه طی ۳۰ سال آینده ۸۷٪ برآورد شده است. کان می‌خواست از تکرار حادثه اتمی فوکوشیما جلوگیری کند. در ۹ مه ۲۰۱۱، شرکت چوبو الکتریک تصمیم گرفت با درخواست دولت همکاری کند. در ژوئیه ۲۰۱۱، شهردار یک شهر در استان شیزوئوکا و گروهی از ساکنان شکایتی برای بازنشستگی دائمی راکتورهای نیروگاه هسته‌ای هاماوکا ارائه دادند.
در آوریل ۲۰۱۴، رویترز گزارش داد که نخست‌وزیر شینزو آبه تمایل به راه‌اندازی مجدد نیروگاه‌های هسته‌ای دارد، اما تحلیل‌ها نشان می‌دهد تنها حدود یک‌سوم تا دو سوم راکتورها از نظر فنی و اقتصادی در موقعیتی هستند که بتوانند راه‌اندازی شوند.
در آوریل ۲۰۱۷، سازمان تنظیم مقررات هسته‌ای ژاپن برنامه‌هایی برای بازنشستگی راکتورهای گنکای ۱، میهاما ۱ و ۲، شیمانه ۱ و تسوروگا ۱ را تصویب کرد.

## حوادث هسته‌ای
از نظر پیامدهای رهایش مواد رادیواکتیو و آسیب به هسته، حادثه اتمی فوکوشیما در سال ۲۰۱۱ بدترین حادثه‌ای بود که صنعت هسته‌ای ژاپن تجربه کرده است، که همچنین در میان بدترین حوادث هسته‌ای غیرنظامی جهان قرار می‌گیرد، اگرچه تلفات جانی نداشت و کارکنان دچار تابش شدید نشدند.
کارخانه بازفرآوری توکای در ایباراکی در سال ۱۹۹۹ دچار آتش‌سوزی شد که در آن دو کارگر جان خود را از دست دادند، یک نفر دچار تابش بالاتر از حد مجاز شد و بیش از ۶۶۰ نفر دیگر دوزهای قابل تشخیص تابش دریافت کردند اما این دوزها در حد مجاز و پایین‌تر از سطح تأثیرگذار بر سلامت انسان بود. نیروگاه هسته‌ای میهاما در سال ۲۰۰۴ انفجار بخار در یکی از ساختمان‌های توربین داشت که در آن پنج کارگر کشته و شش نفر زخمی شدند.

## یادداشت
1. ↑  The startpage of the Fukushima Nuclear Accident Independent Investigation Commission internetsite stated on 10 July 2012 the following information which was used as the basis for the previous sentences: "NAIIC (The National Diet of Japan Fukushima Nuclear Accident Independent Investigation Commission) is the first independent investigation commission by the National Diet in the 66-year history of Japan’s constitutional government. NAICC was established on 8 December 2011 with the mission to investigate the direct and indirect causes of the Fukushima nuclear incident. NAICC submitted its inquiry report to both houses on 5 July 2012."